# Comté de Clare
Pour l’article homonyme, voir Comté de Clare (Michigan).
Le comté de Clare (en anglais : County Clare ; en irlandais : Contae an Chláir) est un comté d'Irlande situé dans la province du Munster. Il est situé sur la côte ouest de l'Irlande, au nord-ouest du Shannon et à l'ouest du Lough Derg. Sa population est de 127 938 habitants en 2022 pour une superficie de 3 147 km2. Sa capitale est la ville d'Ennis.

## Histoire

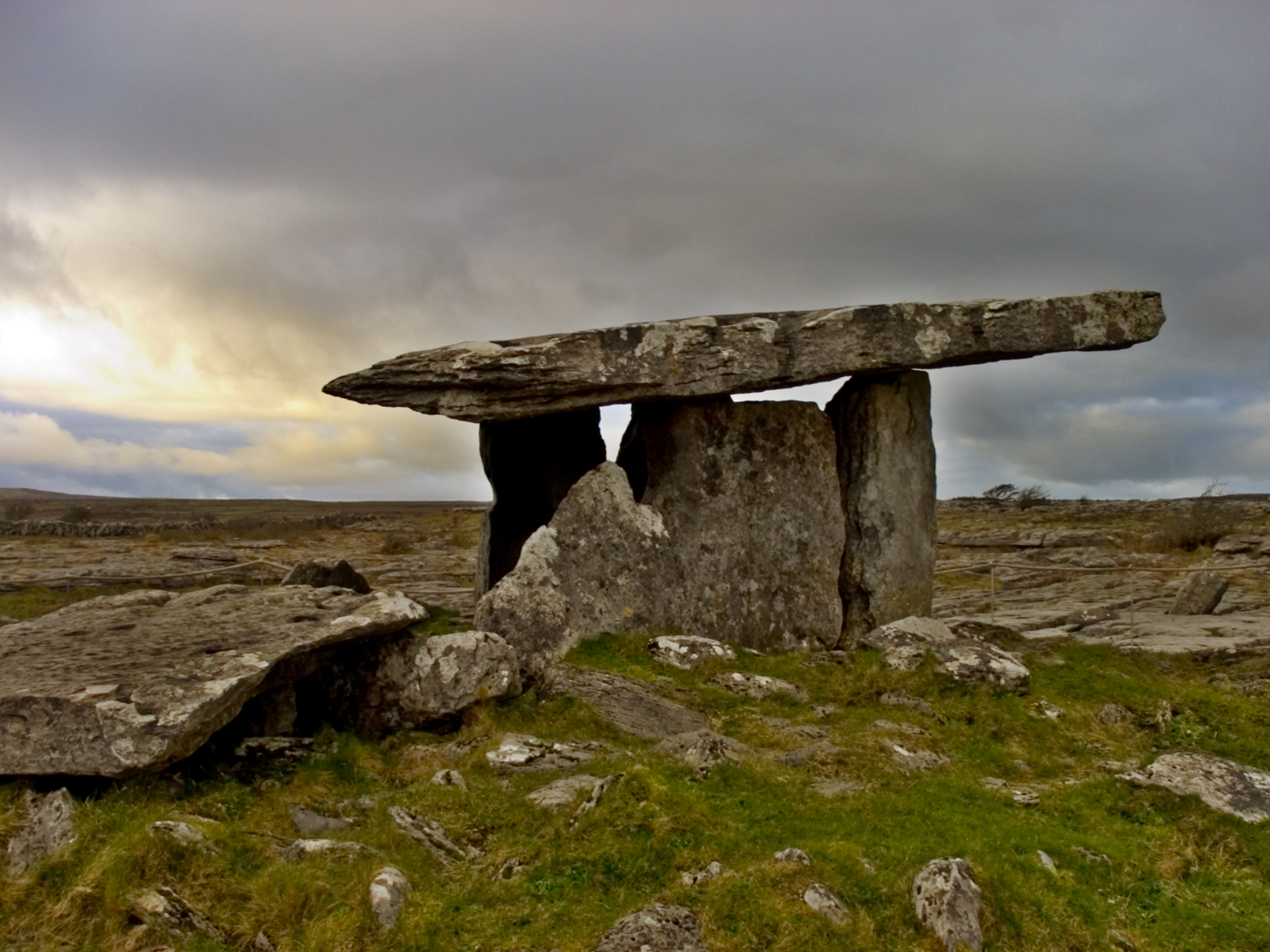
Dolmen de Poulnabrone, dans le Burren.

Les premières traces d'habitations humaines dans le comté de Clare datent de l'âge de pierre. De nombreux vestiges de cette époque sont d'ailleurs encore présents dans le comté (nombreux dolmens, anciennes tombes, etc.).
Le comté de Clare possède également des vestiges et ruines de châteaux datant du XVe siècle et du XVIe siècle, de l'époque médiévale. Il y a aussi tout un système souterrain, le Tommeens.
Au XVIIe siècle, la guerre contre les Anglais a ravagé tout le comté : situation de crise avec de nombreuses famines, d'où une dépopulation de ce comté à cette époque. En 1828, l'élection de Daniel O'Connell au Parlement du Royaume-Uni et son refus de prêter serment au roi d'Angleterre en tant que chef de l'Église anglicane eut un grand retentissement. Il est à l'origine des mesures définitives d'émancipation catholique (le Roman Catholic Relief Act de 1829).
Par la suite, après l'émancipation catholique de 1829, le comté de Clare subit, comme l'ensemble de l'île, la grande famine du milieu du XIXe siècle, et sa population baisse de moitié entre 1841 et 1871.

## Géographie
- Les falaises de Moher : 215 m de haut et 8 km de long.
- Le parc national du Burren est un plateau karstique désertique qui présente une grande variété de faune et de flore (avec, par exemple, vingt-huit espèces de papillons, des plantes uniques qui viennent des montagnes) ainsi que de nombreux vestiges préhistoriques (plus de cent dolmens datant de 2 000 à 2 500 ans av. J.-C.). Des cavités souterraines naturelles de dimensions remarquables y sont également recensées, telles que Poulnagollum et Poulelva.
- Les îles d'Aran : les trois îles principales sont : Inis Mór, Inis Meáin et Inis Oírr.

## Villes et villages du comté de Clare
- Clarecastle, Cratloe, Corofin
- Doolin,
- Ennis, Ennistymon,
- Inagh,
- Kilkee, Kildysart (Killadysert), Killaloe, Kilrush,
- Lahinch, Liscannor, Lisdoonvarna, Lissycasey,
- Meelick, Milltown Malbay, Mountshannon,
- Newmarket-on-Fergus,
- O'Brien's Bridge,
- Quin,
- Scarriff, Shannon, Sixmilebridge,
- Tulla

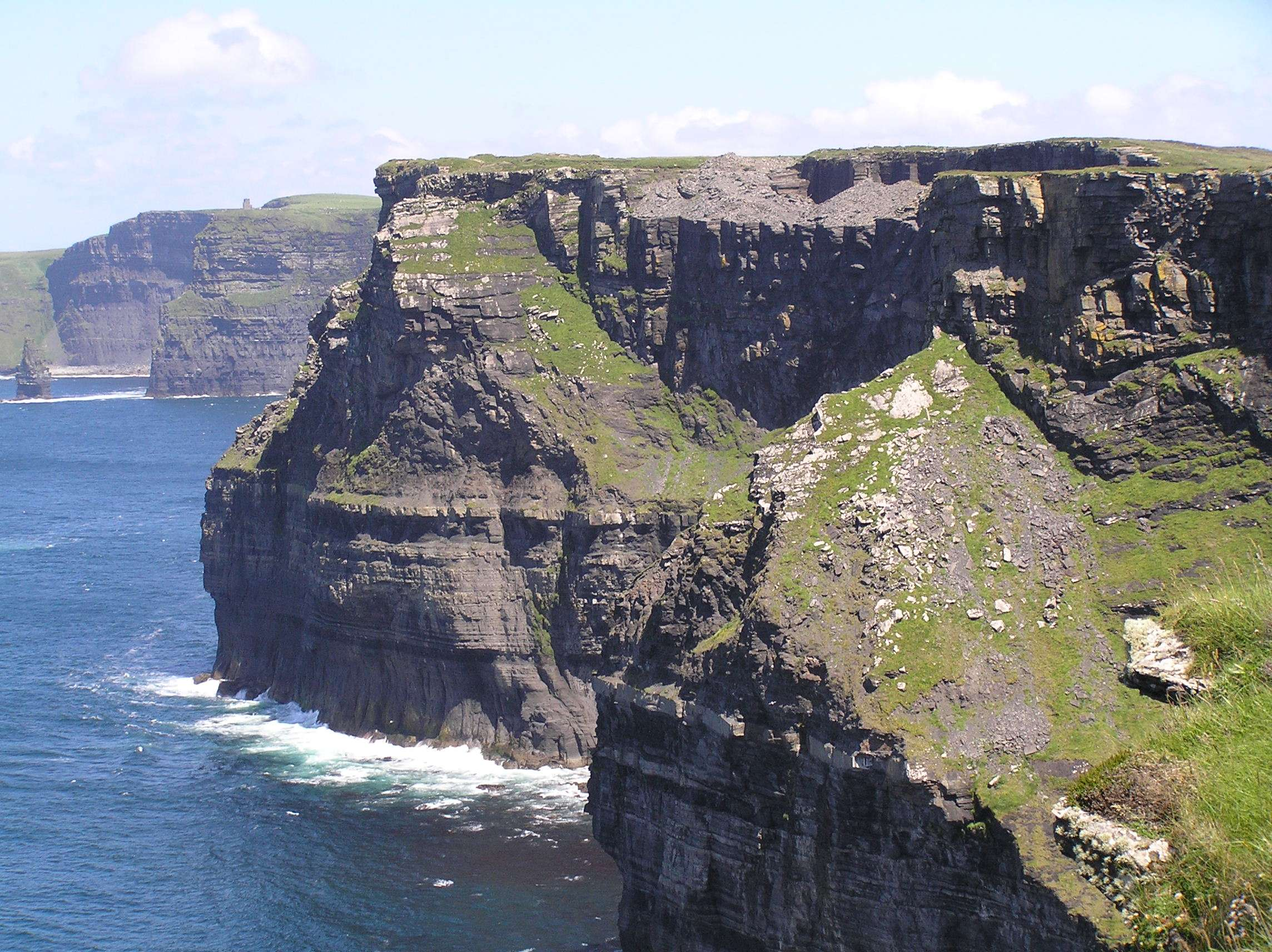
Les célèbres falaises de Moher.
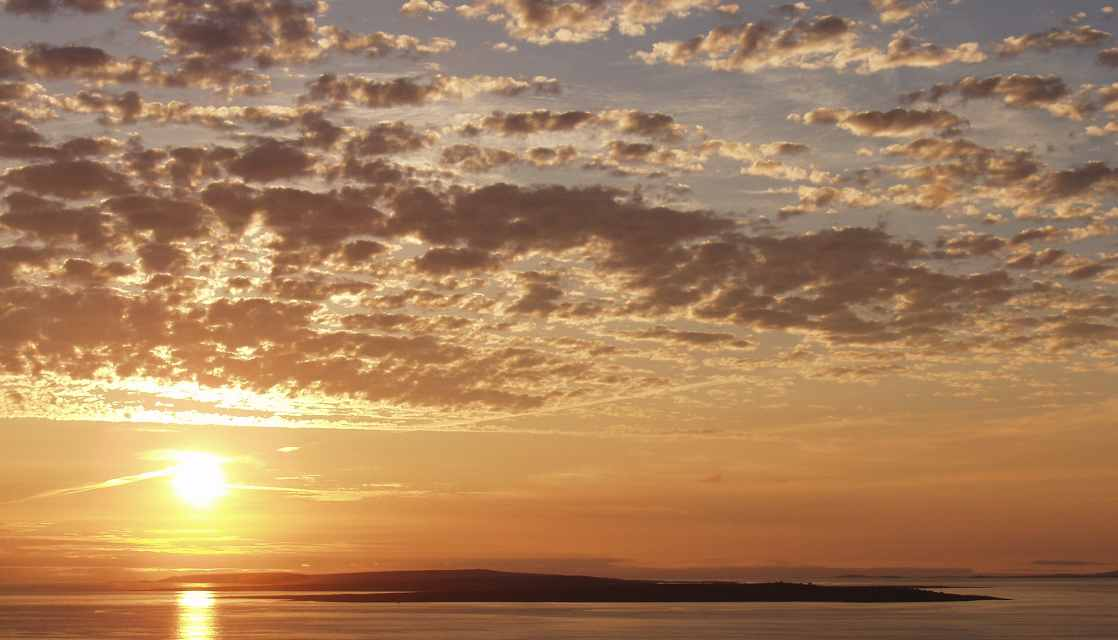
Coucher de soleil sur les îles d'Aran.
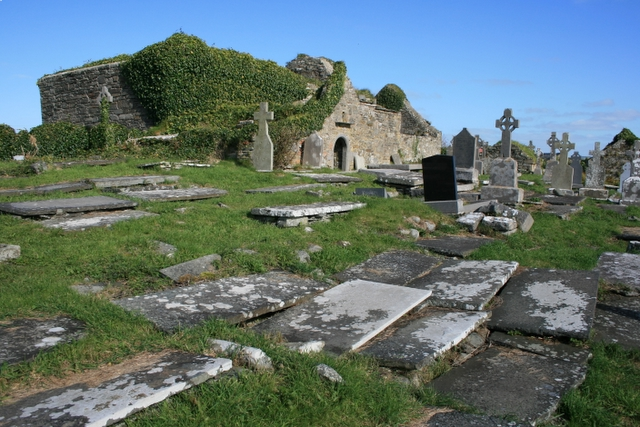
Ruines de l'église de Kilmacrehy.
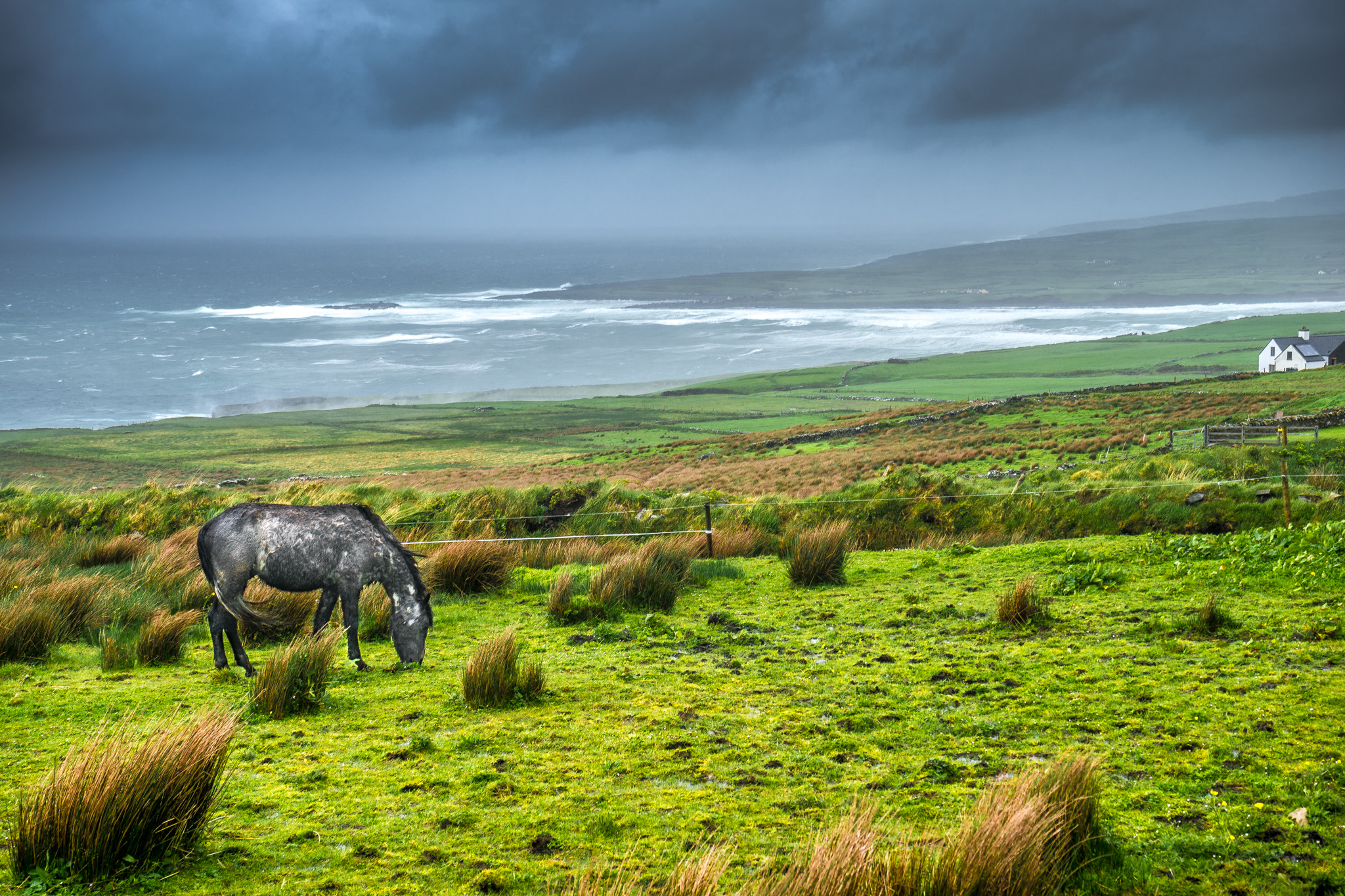
Cheval et maison près de Liscannor.
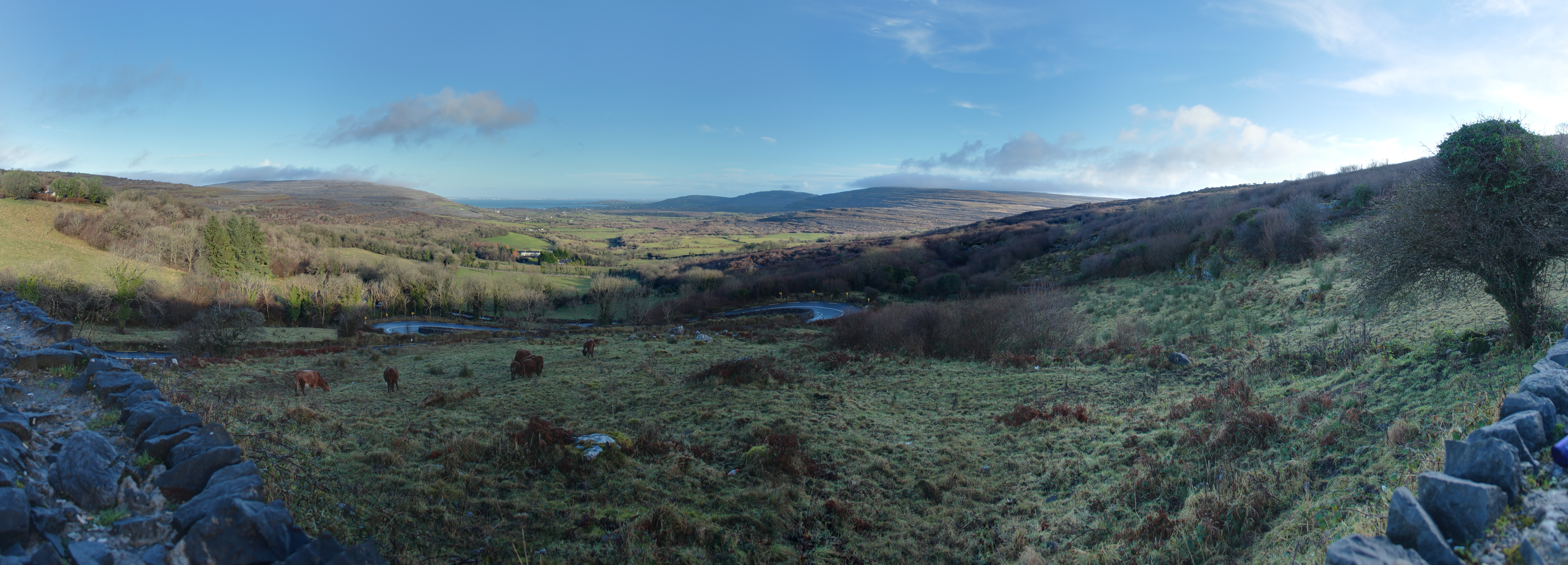
Plaine du Burren depuis Corkscrew Hill.
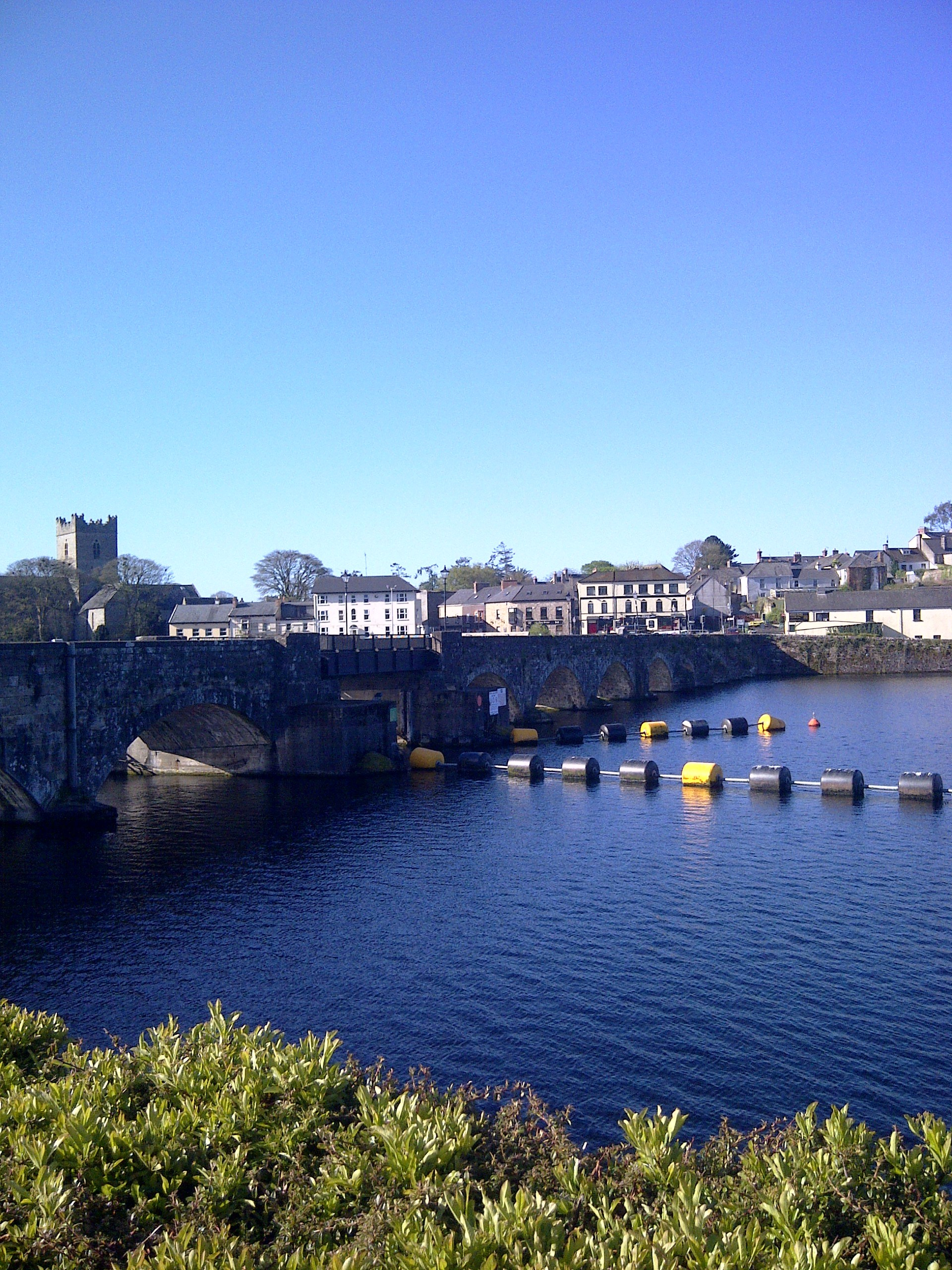
Pont entre Ballina et  Killaloe.

### Comtés limitrophes
| océan Atlantique | Galway         | Galway           |
| océan Atlantique | comté de Clare | Galway Tipperary |
| Kerry            | Limerick       | Tipperary        |